# Federatie van Bosnië en Herzegovina
De Federatie van Bosnië en Herzegovina (Bosnisch, Kroatisch, Servisch: Federacija Bosne i Hercegovine, Федерација Босне и Херцеговине), (ook wel Bosniak-Kroatische Federatie of Moslim-Kroatische Federatie genoemd) is een van de twee entiteiten waaruit de staat Bosnië en Herzegovina bestaat. De andere entiteit is de Servische Republiek.

## Achtergrond
Het gebied wordt hoofdzakelijk bewoond door Bosniakken en Bosnische Kroaten. Echter, het Constitutioneel Hof van de Federatie oordeelde in 2001 dat de Serven de derde etnische groep waren. Hetzelfde gebeurde door het Constitutioneel Hof van de Servische Republiek met de Bosniakken en Kroaten aldaar.
De federatie werd gecreëerd na de akkoorden van Washington die getekend werden op 18 maart 1994, die een "Constituerende Assemblee" (Ustavotvorna skupština/Ustavotvorbeni Sabor) in het leven riepen. Deze assemblee beëindigde haar werkzaamheden in oktober 1996.
De federatie heeft haar eigen hoofdstad, regering, president, parlement, douane, politie, posterijen (twee om precies te zijn) en had tot 2015 een kleine luchtvaartmaatschappij (B&H Airlines). Ook heeft zij een eigen leger, de Vojska Federacije Bosne i Hercegovine, hoewel dit onder rechtstreeks bevel staat van de regering van Bosnië en Herzegovina (via het Ministerie van Defensie). Tot 2007 had het deelgebied ook zijn eigen vlag en wapen, maar deze zijn per 14 juni van dat jaar geschrapt conform een uitspraak van het Grondwettelijk Hof van de centrale staat Bosnië en Herzegovina.

## Bestuurlijke indeling

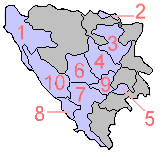
Kantons in de Bosniak-Kroatische Federatie

De Federatie bestaat uit tien kantons (lokaal: kanton of županija):
1. Una-Sana (Unsko-Sanski Kanton)
2. Posavina (Posavski Kanton)
3. Tuzla (Tuzlanski Kanton)
4. Zenica-Doboj (Zeničko-Dobojski Kanton)
5. Bosnisch Podrinje (Bosanskopodrinjski Kanton)
6. Centraal-Bosnië (Srednjebosanski Kanton of Županija Središnja Bosna)
7. Herzegovina-Neretva (Hercegovačko-neretvanski Kanton of Hercegovačko-neretvanska Županija)
8. West-Herzegovina (Zapadnohercegovačka Županija)
9. Kanton Sarajevo (Kanton Sarajevo)
10. West-Bosnië of "Kanton 10", (Zapadnobosanska / Hercegbosanska Županija)

Vijf van de kantons (Una-Sana, Tuzla, Zenica-Doboj, Bosnian Podrinje en Sarajevo) worden voor het merendeel bewoond door Bosniakken, drie (Posavina, West-Herzegovina en Kanton 10) worden voor het grootste deel bewoond door Kroaten en twee (Centraal-Bosnië en Herzegovina-Neretva) zijn 'etnisch gemengd', wat betekent dat er speciale wetten zijn voor de bescherming van de etnische groepen.
Een groot deel van het district Brčko ligt ook in de Federatie. Het staat echter onder rechtstreeks gezag van de nationale overheid, doordat het een etnisch gemengd district was bij de instelling ervan. Officieel behoort het zowel tot de Federatie van Bosnië en Herzegovina als tot de Servische Republiek.
De Federatie is verder onderverdeeld in 79 gemeenten.

## Instituties
Het staatshoofd is een president en er zijn twee vicepresidenten. De huidige president is een Kroaat, Marinko Čavara. De vicepresidenten zijn Malika Mahmutbegović (Bosniakse) en Milan Dunović (Serviër).
Het kabinet bestaat uit 16 leden die zorgvuldig worden gekozen. Het kabinet thans uit 8 Bosniakken, 5 Kroaten en 3 Servische ministers.
De huidige premier is de Bosniak Nermin Nikšić.
Het parlement bestaat uit twee huizen: het Huis van Afgevaardigden en het Huis van het Volk. Het Huis van Afgevaardigden telt 98 zetels, terwijl de leden van het Huis van het Volk worden gekozen door de kantons.
Interessant genoeg zijn er nog veel overheidsinstellingen die bestaan uit twee 'componenten'; zo zijn er twee posterijen, twee telecommunicatiebedrijven en twee legercomponenten. Er worden pogingen ondernomen om deze bedrijven c.q. instellingen te fuseren tot één maatschappij. Elk van de kantons heeft eigen (grote) bevoegdheden zoals eigen rechtbanken en bevoegdheid over de politie.

## Fusie van leger en politie
Zoals hierboven vermeld heeft de Federatie een eigen politiemacht en een eigen leger. Eind 2004 begonnen onderhandelingen om beide politiemachten te fuseren tot één politiemacht. Hierbij gaat de controle dan over van het "entiteitsministerie" naar een nationaal Ministerie van Veiligheid.
Beide legers staan nu onder controle van het nationaal Ministerie van Defensie. Eind 2005 dienen de legers van beiden eniteiten te zijn gefuseerd. Beide ministeries van defensie op 1 januari 2006 te zijn opgeheven.